# Maarianhamina
Maarianhamina, Mariehamn – stolica, a zarazem jedyne miasto, archipelagu Wysp Alandzkich, autonomicznej prowincji Finlandii i jej regionu, najmniejszej spośród tego typu jednostek administracyjnych Finlandii. Miasto jest też siedzibą władz Mariehamns stad, jednego z trzech podregionów archipelagu, posiada także prawa gminy. W 2024 mieszkało w nim 11 837 osób, na obszarze lądowym liczącym około 11,6 km². Całkowita powierzchnia miasta, uwzględniając powierzchnię wody, to 21,6 km².

## Historia

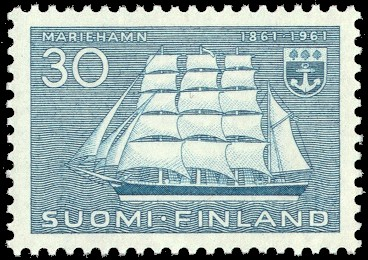
Znaczek pocztowy upamiętniający 100 lat miasta, 1961 r.

Mariehamn założono w 1861, w czasie gdy obszar dzisiejszej Finlandii i Wysp Alandzkich należał do Imperium Rosyjskiego. Wybudowano je wokół wsi Övernäs, leżącej na przesmyku między dwoma zatokami. Swoją nazwę zawdzięcza carowi Aleksandrowi II, który chciał uhonorować swą żonę Marię Aleksandrownę (Mariehamn po szwedzku znaczy „Port Marii”). Układ urbanistyczny opiera się na prostych i szerokich ulicach z rozległymi parcelami między nimi. Jedną z najstarszych ulic jest Södragatan, przy której zachowało się wiele drewnianych domów z XIX wieku. Maarianhamina jest miastem o charakterze turystycznym. Znajdują się w nim dwa porty jachtowe, a także szereg hoteli i restauracji.

## Demografia
Wykres liczby ludności Maarianhaminy na przestrzeni lat 1910–2025

## Sport
Z Maarianhaminy pochodzi klub piłkarski IFK Mariehamn, który rozgrywa swoje mecze w I lidze fińskiej (Veikkausliiga). Klub rozgrywa mecze u siebie na największym stadionie wysp – Wiklöf Holding Arena – na którym także rozgrywa swoje mecze reprezentacja Wysp Alandzkich w piłce nożnej, która nie jest członkiem FIFA ani UEFA.

## Miasta partnerskie
- Visby, Szwecja
- Kópavogur, Islandia
- Kragerø, Norwegia
- Łomonosow, Rosja
- Slagelse, Dania
- Thorshavn, Wyspy Owcze
- Kuressaare, Estonia
- Valkeakoski, Finlandia

## Ludzie związani z Maarianhamina
- Henrik Klingenberg, fiński muzyk

## Galeria

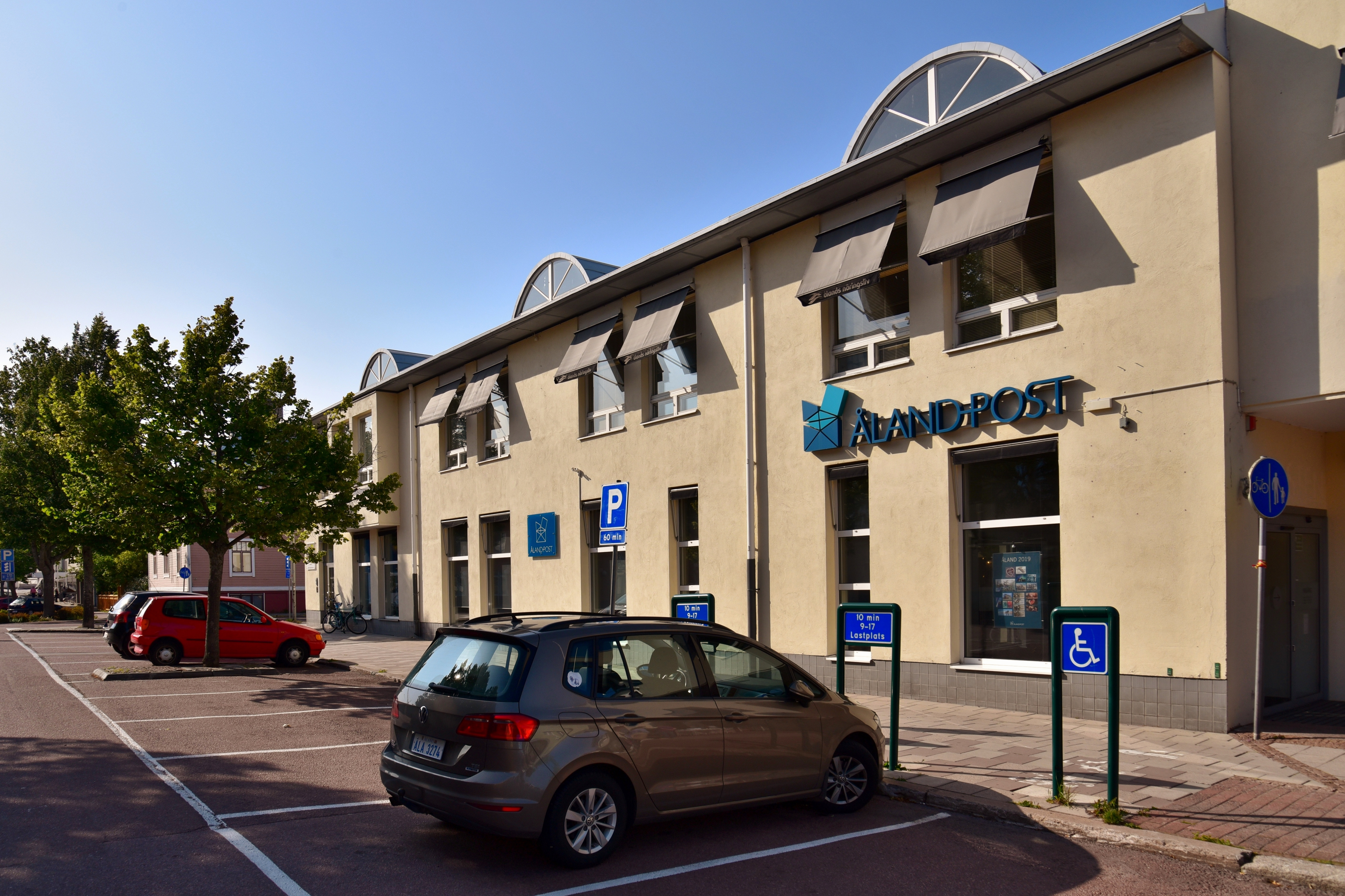
Poczta
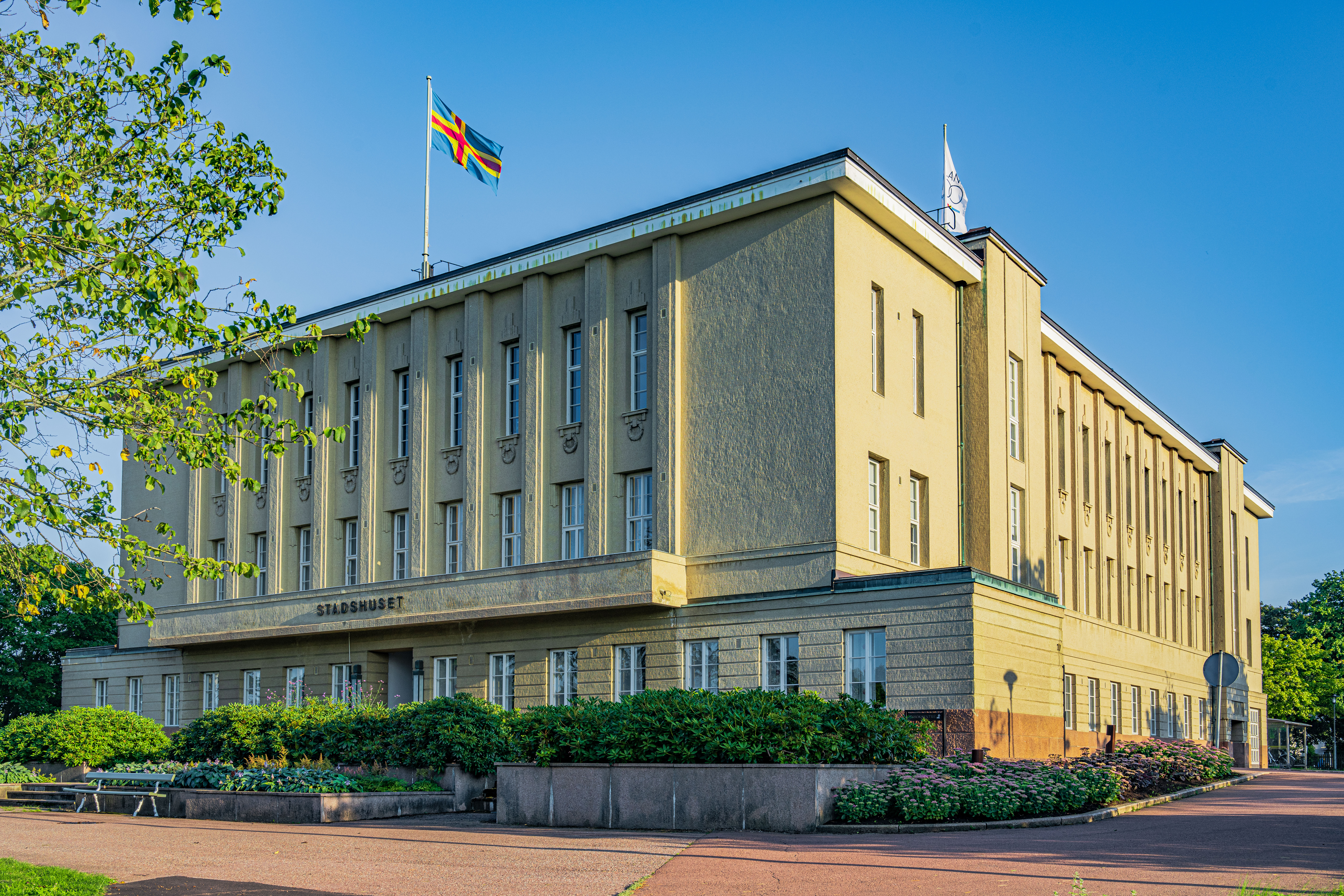
Ratusz
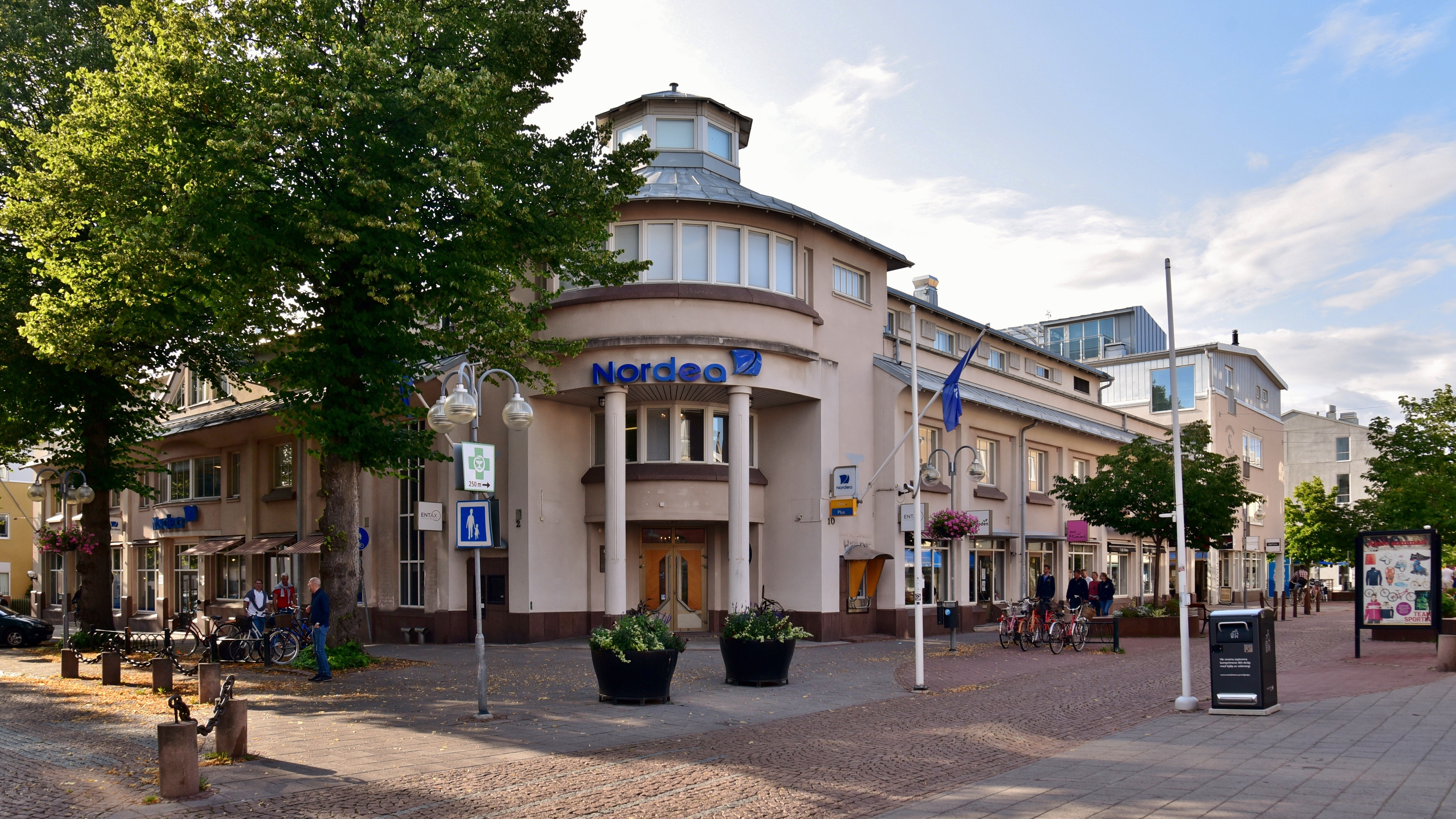
Nordea Bank
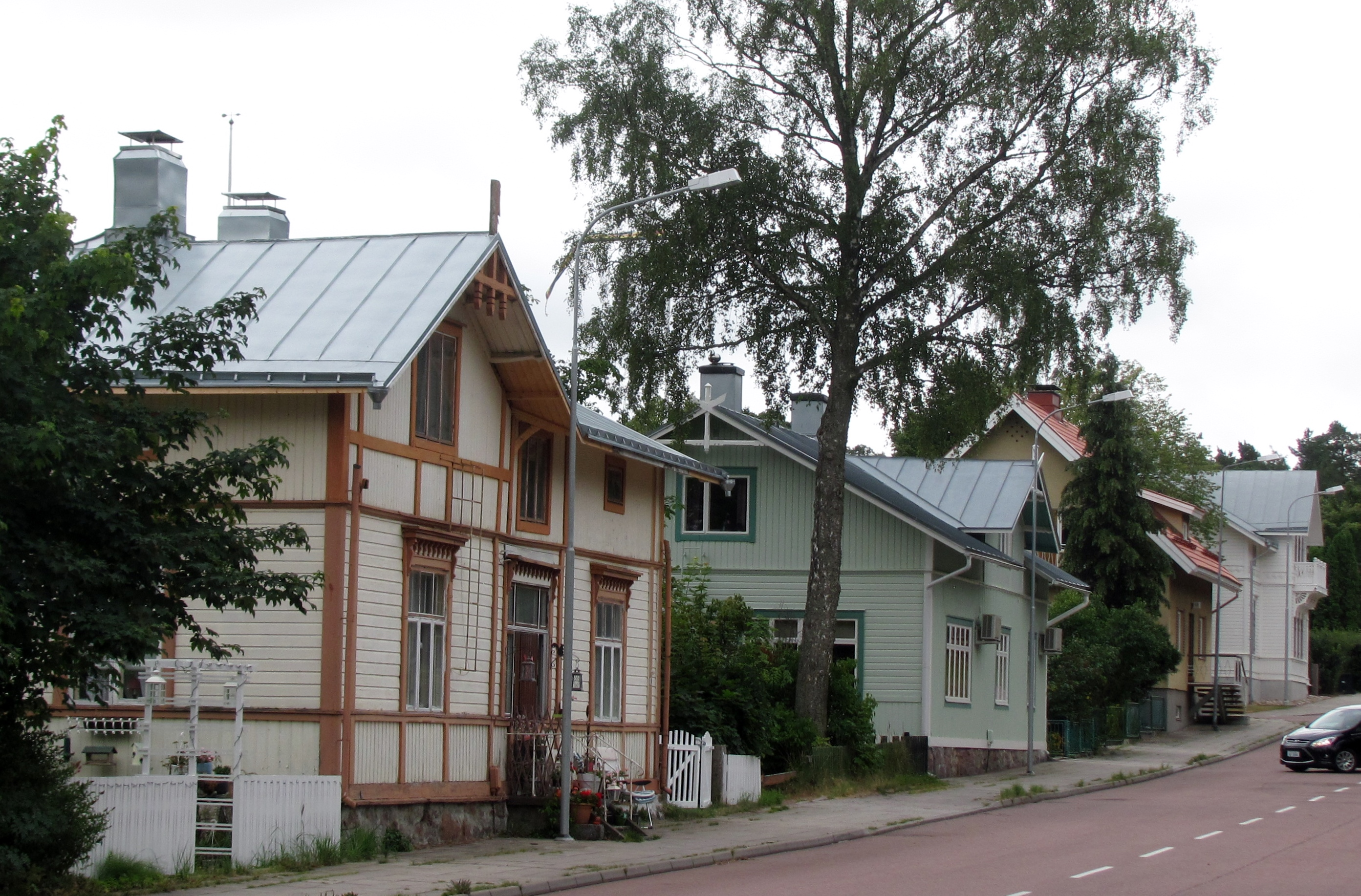
Ulica Södragatan, jedna z najstarszych ulic
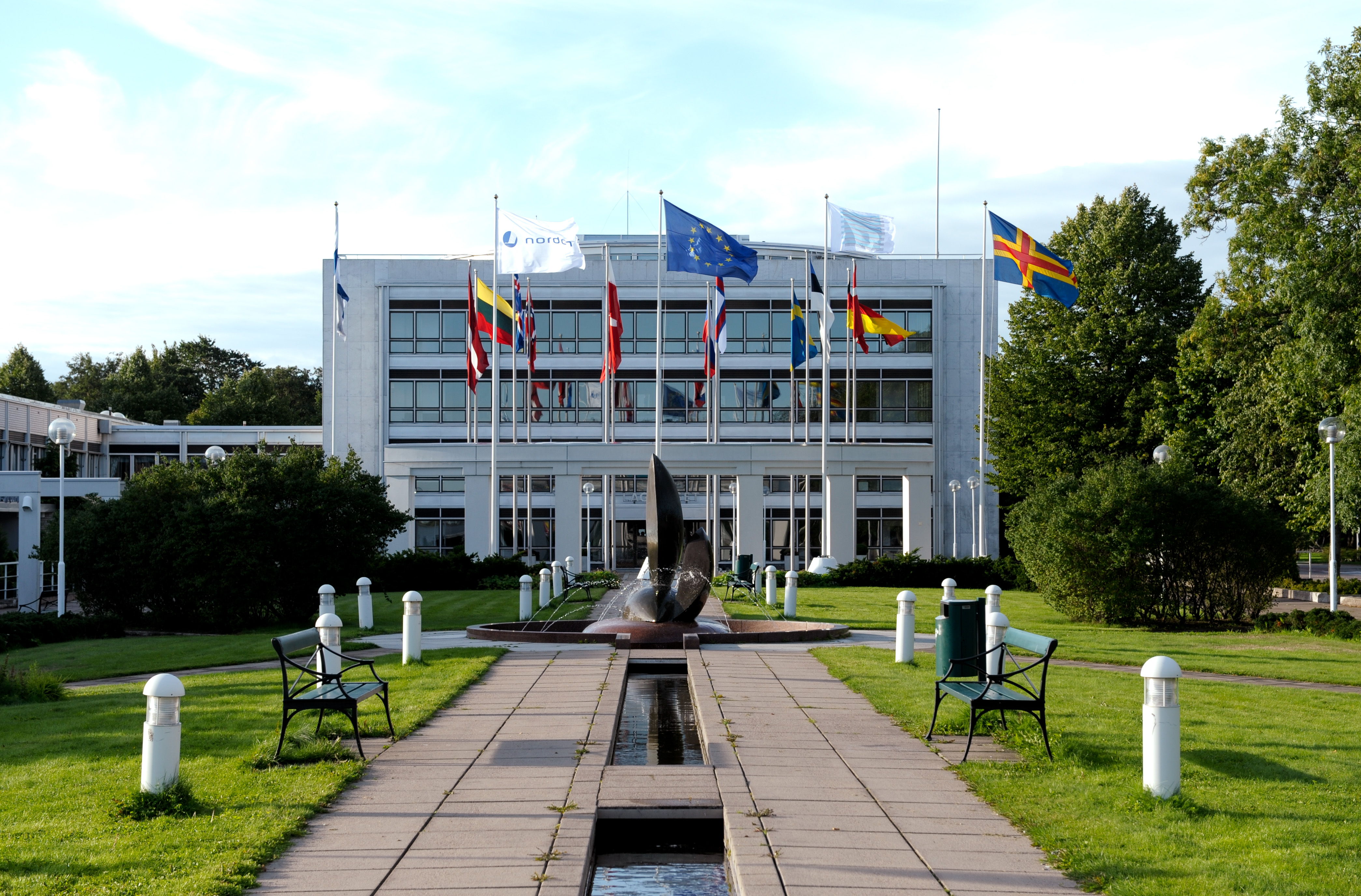
Budynek Parlamentu
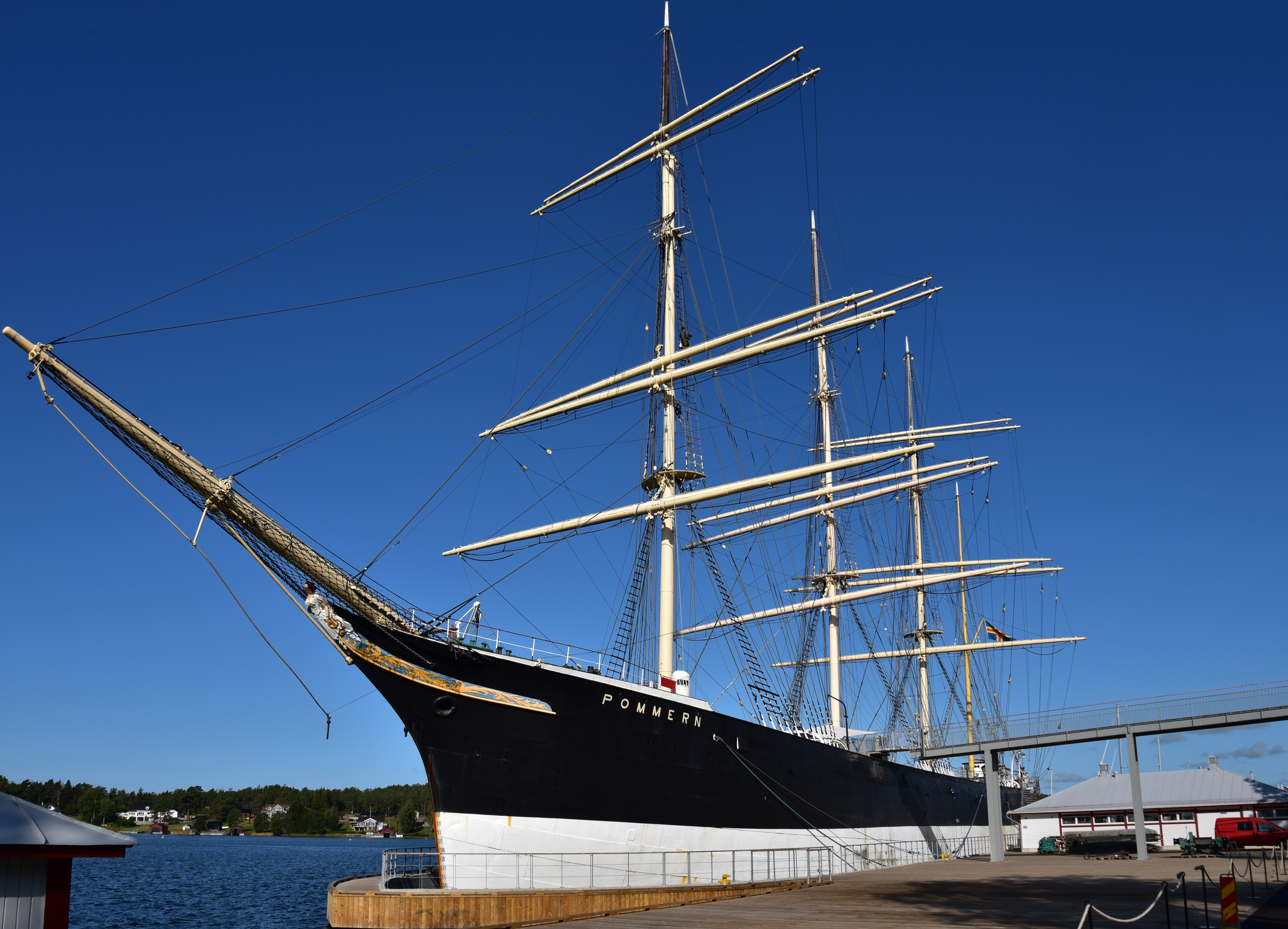
Żaglowiec muzeum Pommern
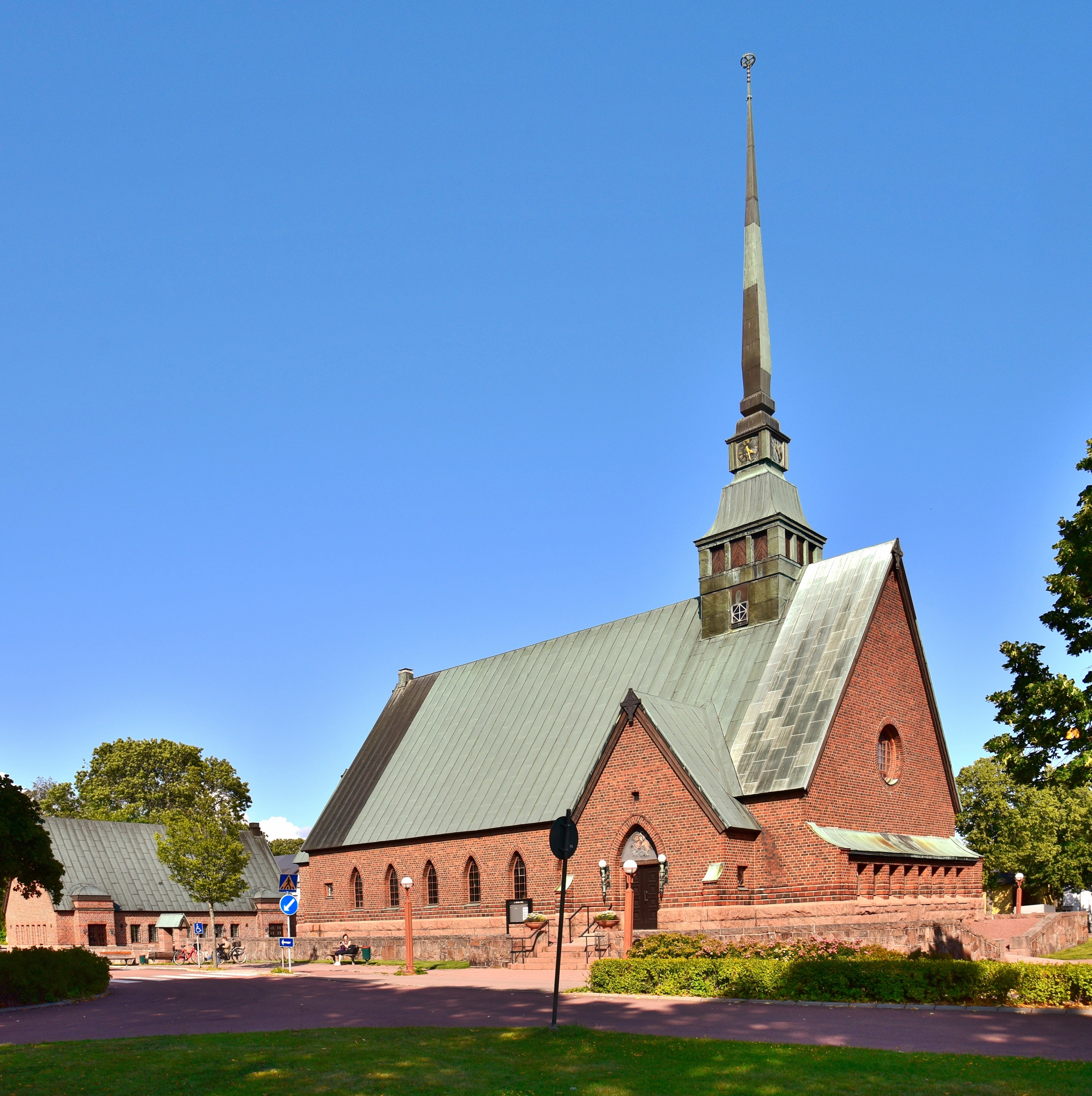
Kościół
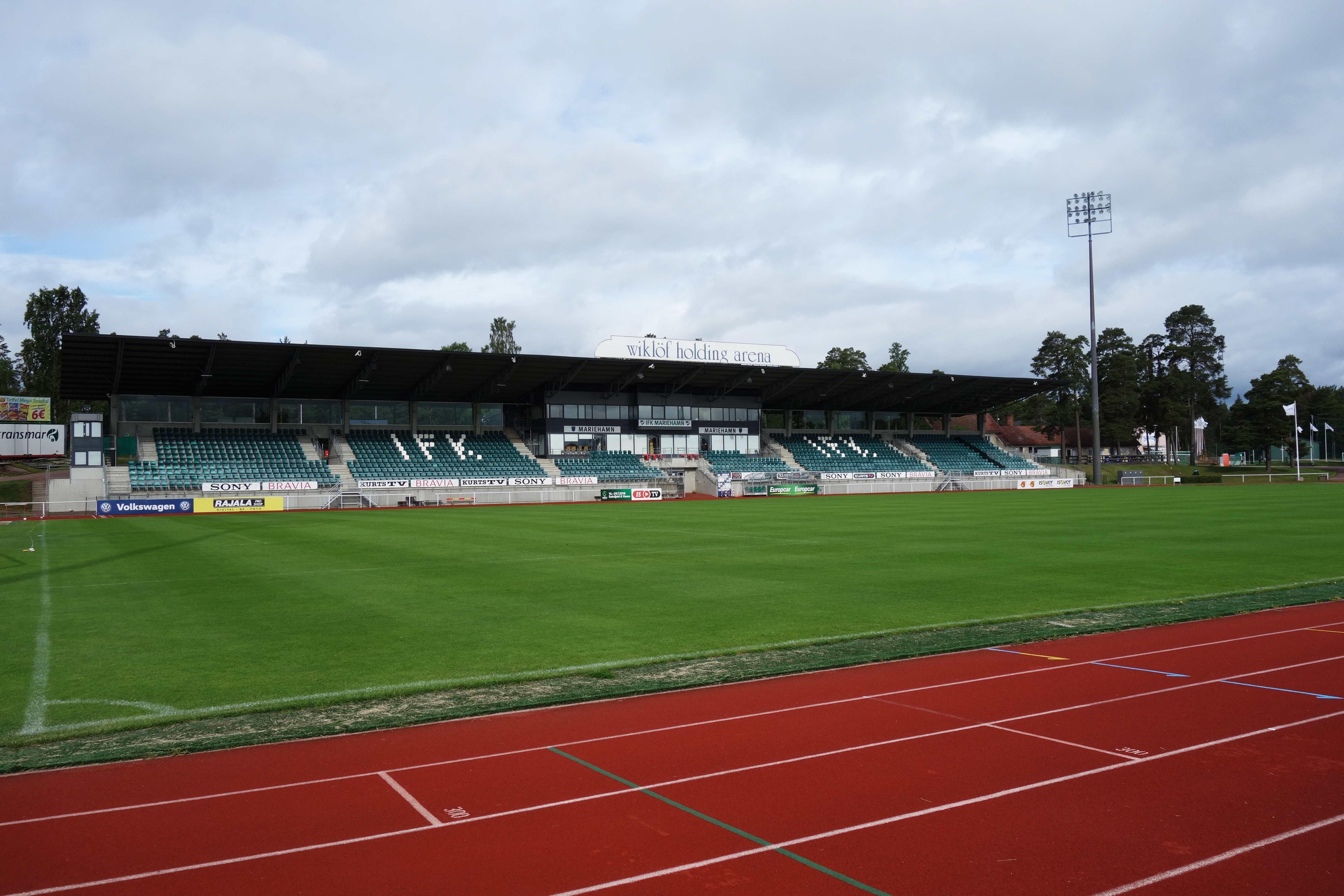
Wiklöf Holding Arena (mieści 4 tys. widzów)
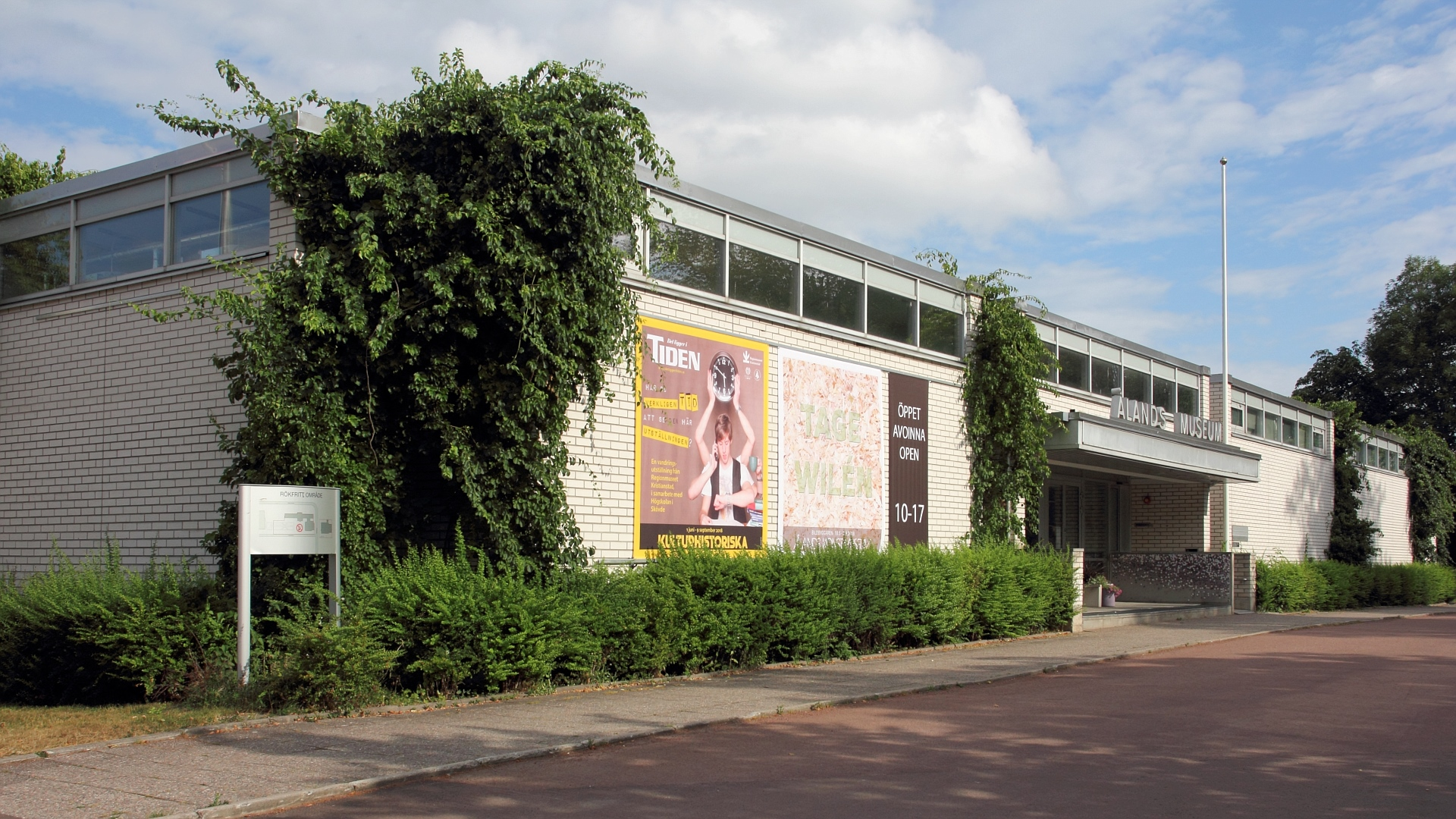
Ålands konstmuseum